# فرنسيسكو ماريو
فرنسيسكو ماريو (21 أكتوبر 1948 في البرتغال - ) هو لاعب كرة قدم برتغالي في مركز الهجوم. شارك مع منتخب البرتغال لكرة القدم. أما مع النوادي، فقد لعب مع نادي بوافيشتا ونادي فارزيم ونادي سسيمبرا وأمورا ‏ وC.D. Montijo ‏.

## وصلات خارجية
- فرنسيسكو ماريو على موقع قاعدة بيانات كرة القدم.إي يو (الإنجليزية)
- فرنسيسكو ماريو على موقع ناشيونال فوتبول تيمز (الإنجليزية)